# Osdag
Osdag († 8. November 989) war von 985 bis 989 Bischof von Hildesheim.
Er stammte wie sein Nachfolger wohl aus der Ricdagsippe. In seiner Amtszeit brach der Gandersheimer Streit aus, bei dem es um die Frage ging, ob Gandersheim zur Hildesheimer oder zur Mainzer Diözese gehören sollte, woraus sich die Rechte der jeweiligen Bischöfe ableiten. Auslöser des Streites war die Frage, wer die Kaisertochter Sophia, die Schwester Ottos III., einkleiden sollte. Diese wollte den Nonnenschleier nicht nur vom Hildesheimer Bischof Osdag empfangen und wandte sich an Willigis den Erzbischof von Mainz. Um sein Recht als Diözesanbischof zu verteidigen, ließ Osdag im Beisein Theophanus und des königlichen Kindes Ottos III. seinen Bischofsstuhl neben dem Altar aufstellen. Die drohende Eskalation des Streites konnte dadurch vermieden werden, dass die Einkleidung der Sophie beide Bischöfe vornehmen sollten, während die Einkleidung der übrigen Osdag alleine übernahm.
In der Reichspolitik trat Osdag wenig hervor.